# Gadarpur
Gadarpur (hindi गदरपुर) – miasto w północnych Indiach w stanie Uttarakhand, na zagórzu gór Siwalik.
Populacja miasta w 2001 roku wynosiła 13 638 mieszkańców.